# Halmstads församling, Göteborgs stift
Halmstads församling tillhör Göteborgs stift och Halmstads och Laholms kontrakt i Halmstads kommun. Församlingen utgör ett eget pastorat.

## Administrativ historik
2016 återbildades församlingen genom samgående av Martin Luthers församling och S:t Nikolai församling, vari Övraby och Holms församlingar uppgått 2010. Halmstads församling utgör ett eget pastorat.

## Kyrkor
- Sankt Nikolai kyrka
- Martin Luthers kyrka
- Andersbergskyrkan
- Olaus Petri kyrka.
- Kärlekens kyrka
- Holms kyrka, Halland
- Sperlingsholms kyrka
- Nissaströms kyrka som geografiskt ligger i Enslövs församling
- Se även Övraby kyrkoruin

Man organiserar även förvaltningen av flera kyrkogårdar och Sankta Anna och Sankta Katarina kapell.